# Ченстоциці
Ченстоциці (пол. Częstocice) — село в Польщі, у гміні Вйонзув Стшелінського повіту Нижньосілезького воєводства.
Населення — 258 осіб (2011).
У 1975-1998 роках село належало до Вроцлавського воєводства.

## Демографія
Демографічна структура станом на 31 березня 2011 року:
|          | Загалом | Допрацездатний вік | Працездатний вік | Постпрацездатний вік |
| -------- | ------- | ------------------ | ---------------- | -------------------- |
| Чоловіки | 135     | 35                 | 91               | 9                    |
| Жінки    | 123     | 25                 | 74               | 24                   |
| Разом    | 258     | 60                 | 165              | 33                   |